# Massachusettfolket
Massachusettfolket är en amerikansk indianstam som historiskt sett levt i Massachusetts Bay-området i vad som numera är den amerikanska delstaten Massachusetts, framför allt runt dagens storstadsområde Greater Boston. Stammens medlemmar talade Massachusettspråket. Delstaten  Massachusetts är namngiven efter indianstammen.